# ألكسندرا بروس
ألكسندرا بروس (بالإنجليزية: Alexandra Bruce) هي لاعبة كرة الريشة كندية، ولدت في 27 مايو 1990 في تورونتو في كندا.

## وصلات خارجية
- ألكسندرا بروس على موقع BWF.tournamentsoftware.com (الإنجليزية)
- ألكسندرا بروس على موقع BWFbadminton.com (الإنجليزية)
- ألكسندرا بروس على موقع اللجنة الأولمبية الدولية (الإنجليزية)
- ألكسندرا بروس على موقع أوليمبيديا (الإنجليزية)
- ألكسندرا بروس على موقع اللجنة الأولمبية الكندية (الإنجليزية)
- ألكسندرا بروس على موقع اتحاد ألعاب الكومنولث (مؤرشف) (الإنجليزية)